# پل گریفیث
پل گریفیتس (انگلیسی: Paul Griffiths؛ زاده ۱۶ اکتبر ۱۹۵۷) یک تاجر، مدیرعامل فرودگاه بین‌المللی دبی و مدیر سابق کالج سلطنتی نوازندگان ارگ اهل بریتانیا است.